# Großer Preis von Spanien 2004
Der Große Preis von Spanien 2004 (offiziell Formula 1 Gran Premio Marlboro de España 2004) fand am 9. Mai auf dem Circuit de Catalunya in Montemeló statt und war das fünfte Rennen der Formel-1-Weltmeisterschaft 2004.

## Berichte

### Hintergründe
Nach dem Großen Preis von San Marino führte Michael Schumacher in der Fahrerwertung mit 16 Punkten vor Rubens Barrichello und mit 17 Punkten vor Jenson Button. In der Konstrukteurswertung führte Ferrari mit 33 Punkten vor Renault und mit 37 Punkten vor Williams-BMW.
Mit Michael Schumacher (fünfmal) und Jacques Villeneuve (einmal) traten zwei ehemalige Sieger zu diesem Grand Prix an.

### Training
Die letzten sechs Teams der Konstrukteursmeisterschaft 2003 waren berechtigt, am Freitag im freien Training ein drittes Auto einzusetzen. Diese Fahrer fuhren am Freitag, traten aber weder im Qualifying noch im Rennen an. Anthony Davidson (BAR-Honda), Björn Wirdheim (Jaguar-Cosworth), Ricardo Zonta (Toyota), Timo Glock (Jordan-Cosworth) und Bas Leinders (Minardi-Cosworth) nahmen in dieser Funktion an den Freitagstrainings teil.
Am Freitag war Michael Schumacher mit einer Zeit von 1:15,658 Minuten der Schnellste.
Am Samstag fuhr dann Takuma Satō mit 1:14,836 Minuten die schnellste Zeit.

### Qualifying
Im ersten Qualifying, in dem die Startpositionen für das zweite Qualifying ermittelt wurden, erzielte Juan Pablo Montoya die schnellste Zeit vor Felipe Massa und Ralf Schumacher.
Im Qualifying war dann Michael Schumacher der Schnellste und sicherte sich so die Pole-Position. Montoya sicherte sich Platz 2 vor dem überraschend starken Satō.

### Rennen
Während der Einführungsrunde kam es zu einem Überfall auf die Strecke durch „Jimmy Jump“, einem Katalanen, der für mehrere Übergriffe auf das Spielfeld bei anderen Sportveranstaltungen verantwortlich war; Der Eindringling wurde schnell von der Sicherheitskontrolle gestoppt.
Jarno Trulli erwischte gleich zu Beginn einen tollen Start: Der Italiener schlüpfte an Montoya, Satō und Michael Schumacher vorbei und übernahm die Führung des Rennens. Am Ende der ersten Runde führte Trulli vor Michael Schumacher, Satō, Montoya, Barrichello, Fernando Alonso und Olivier Panis; Die ersten beiden distanzierten die Gruppe, doch Michael Schumacher setzte seinen Rivalen bedrohlich unter Druck und fuhr im Rennen mehrmals die schnellste Runde. Bis zur ersten Serie von Boxenstopps, die Alonso und Panis in der achten Runde eröffneten, kam es jedoch zu keinem Überholen. Eine Runde später kam der Spitzenreiter Trulli, während Michael Schumacher in Runde 10 seinen ersten Stopp einlegte, sich vor seinem Rivalen wieder einreihte und ihn sofort überholte. Barrichello übernahm die Führung, beginnend mit einer Zwei-Stopp-Strategie, ebenso wie Giancarlo Fisichella, der auf den vierten Platz vorrückte. Am Ende der 17. Runde legten die beiden ihren Boxenstopp ein; Damit übernahm Michael Schumacher die Führung des Rennens vor Trulli, Barrichello, Satō, Alonso, Montoya, Ralf Schumacher und Fisichella.
In Runde 23 kam Trulli zum zweiten Mal an die Box, zwei Runden später folgte Michael Schumacher: Der deutsche Fahrer kehrte trotz eines weiteren Stopps als Führender auf die Strecke zurück, vor seinem Teamkollegen Barrichello. Fisichella kletterte dank des kürzeren Stopps als seine Konkurrenten erneut in der Wertung nach oben: Der römische Fahrer landete auf dem sechsten Platz, hinter Satō (der bei den Boxenstopps von Alonso überholt wurde), aber vor Montoya und Ralf Schumacher. Die letzte Boxenstoppserie wurde vom Sauber-Piloten in Runde 40 eröffnet. Alle anderen Piloten folgten nach und nach. Zwanzig Runden vor Schluss musste Montoya aufgrund eines Bremsproblems, das ihn bereits zuvor ausgebremst hatte, aufgeben. Sogar Kimi Räikkönen litt unter mechanischen Problemen und musste den letzten Boxenstopp verlängern, um einen Druckabfall im pneumatischen Verteilungssystem auszugleichen.
In den letzten Runden gab es keine Wendungen und Michael Schumacher gewann problemlos sein fünftes Rennen in Folge seit Saisonbeginn; Barrichello und Trulli komplettierten das Podium, während Alonso, Satō, Ralf Schumacher, Fisichella und Button Meisterschaftspunkte sammelten.
In der Fahrerwertung blieben die ersten drei Positionen unverändert, Michael Schumacher baute mit dem fünften Sieg im fünften Rennen seinen Vorsprung weiter aus. In der Konstrukteurswertung blieb Ferrari vor Renault, neuer Dritter war BAR-Honda.

## Meldeliste
| Team                       | Nr. | Fahrer               | Chassis        | Motor                 | Reifen |
| -------------------------- | --- | -------------------- | -------------- | --------------------- | ------ |
| Scuderia Ferrari Marlboro  | 01  | Michael Schumacher   | Ferrari F2004  | Ferrari 3.0 V10       | B      |
| Scuderia Ferrari Marlboro  | 02  | Rubens Barrichello   | Ferrari F2004  | Ferrari 3.0 V10       | B      |
| BMW.WilliamsF1 Team        | 03  | Juan Pablo Montoya   | Williams FW26  | BMW 3.0 V10           | M      |
| BMW.WilliamsF1 Team        | 04  | Ralf Schumacher      | Williams FW26  | BMW 3.0 V10           | M      |
| West McLaren Mercedes      | 05  | David Coulthard      | McLaren MP4-19 | Mercedes-Benz 3.0 V10 | M      |
| West McLaren Mercedes      | 06  | Kimi Räikkönen       | McLaren MP4-19 | Mercedes-Benz 3.0 V10 | M      |
| Mild Seven Renault F1 Team | 07  | Jarno Trulli         | Renault R24    | Renault 3.0 V10       | M      |
| Mild Seven Renault F1 Team | 08  | Fernando Alonso      | Renault R24    | Renault 3.0 V10       | M      |
| Lucky Strike BAR Honda     | 09  | Jenson Button        | BAR 006        | Honda 3.0 V10         | M      |
| Lucky Strike BAR Honda     | 10  | Takuma Satō          | BAR 006        | Honda 3.0 V10         | M      |
| Lucky Strike BAR Honda     | 35  | Anthony Davidson     | BAR 006        | Honda 3.0 V10         | M      |
| Sauber Petronas            | 11  | Giancarlo Fisichella | Sauber C23     | Petronas 3.0 V10      | B      |
| Sauber Petronas            | 12  | Felipe Massa         | Sauber C23     | Petronas 3.0 V10      | B      |
| Jaguar Racing              | 14  | Mark Webber          | Jaguar R5      | Cosworth 3.0 V10      | M      |
| Jaguar Racing              | 15  | Christian Klien      | Jaguar R5      | Cosworth 3.0 V10      | M      |
| Jaguar Racing              | 37  | Björn Wirdheim       | Jaguar R5      | Cosworth 3.0 V10      | M      |
| Panasonic Toyota Racing    | 16  | Cristiano da Matta   | ToyotaTF104    | Toyota 3.0 V10        | M      |
| Panasonic Toyota Racing    | 17  | Olivier Panis        | ToyotaTF104    | Toyota 3.0 V10        | M      |
| Panasonic Toyota Racing    | 38  | Ricardo Zonta        | ToyotaTF104    | Toyota 3.0 V10        | M      |
| Jordan-Ford                | 18  | Nick Heidfeld        | Jordan EJ14    | Ford 3.0 V10          | B      |
| Jordan-Ford                | 19  | Giorgio Pantano      | Jordan EJ14    | Ford 3.0 V10          | B      |
| Jordan-Ford                | 39  | Timo Glock           | Jordan EJ14    | Ford 3.0 V10          | B      |
| Minardi F1 Team            | 20  | Gianmaria Bruni      | Minardi PS04B  | Cosworth 3.0 V10      | B      |
| Minardi F1 Team            | 21  | Zsolt Baumgartner    | Minardi PS04B  | Cosworth 3.0 V10      | B      |
| Minardi F1 Team            | 40  | Bas Leinders         | Minardi PS04B  | Cosworth 3.0 V10      | B      |

Anmerkungen
1. 1 2 3 4 5  Nahm nur am Freitagstraining teil.

## Klassifikationen

### Qualifying
| Pos. | Fahrer               | Konstrukteur     | Q1       | Q2       | Start |
| ---- | -------------------- | ---------------- | -------- | -------- | ----- |
| 01   | Michael Schumacher   | Ferrari          | 1:16,320 | 1:15,022 | 01    |
| 02   | Juan Pablo Montoya   | Williams-BMW     | 1:15,574 | 1:15,639 | 02    |
| 03   | Takuma Satō          | BAR-Honda        | 1:16,434 | 1:15,809 | 03    |
| 04   | Jarno Trulli         | Renault          | 1:16,156 | 1:16,144 | 04    |
| 05   | Rubens Barrichello   | Ferrari          | 1:16,655 | 1:16,272 | 05    |
| 06   | Ralf Schumacher      | Williams-BMW     | 1:16,040 | 1:16,293 | 06    |
| 07   | Olivier Panis        | Toyota           | 1:16,168 | 1:16,313 | 07    |
| 08   | Fernando Alonso      | Renault          | 1:17,011 | 1:16,422 | 08    |
| 09   | Mark Webber          | Jaguar-Cosworth  | 1:16,212 | 1:16,514 | 09    |
| 10   | David Coulthard      | McLaren-Mercedes | 1:16,465 | 1:16,636 | 10    |
| 11   | Cristiano da Matta   | Toyota           | 1:16,758 | 1:17,038 | 11    |
| 12   | Giancarlo Fisichella | Sauber-Petronas  | 1:15,746 | 1:17,444 | 12    |
| 13   | Kimi Räikkönen       | McLaren-Mercedes | 1:16,240 | 1:17,445 | 13    |
| 14   | Jenson Button        | BAR-Honda        | 1:16,462 | 1:17,575 | 14    |
| 15   | Nick Heidfeld        | Jordan-Ford      | 1:17,043 | 1:17,802 | 15    |
| 16   | Christian Klien      | Jaguar-Cosworth  | 1:17,863 | 1:17,812 | 16    |
| 17   | Felipe Massa         | Sauber-Petronas  | 1:15,771 | 1:17,866 | 17    |
| 18   | Gianmaria Bruni      | Minardi-Cosworth | 1:20,372 | 1:19,817 | 18    |
| 19   | Giorgio Pantano      | Jordan-Ford      | 1:17,965 | 1:20,607 | 19    |
| 20   | Zsolt Baumgartner    | Minardi-Cosworth | 1:21,620 | 1:21,470 | 20    |

### Rennen
| Pos. | Fahrer               | Konstrukteur     | Runden | Stopps | Zeit        | Start | Schnellste Runde |
| ---- | -------------------- | ---------------- | ------ | ------ | ----------- | ----- | ---------------- |
| 01   | Michael Schumacher   | Ferrari          | 66     | 3      | 1:27:32,841 | 01    | 1:17,450 (12.)   |
| 02   | Rubens Barrichello   | Ferrari          | 66     | 2      | + 13,290    | 05    | 1:17,887 (16.)   |
| 03   | Jarno Trulli         | Renault          | 66     | 3      | + 32,294    | 04    | 1:18,178 (12.)   |
| 04   | Fernando Alonso      | Renault          | 66     | 3      | + 32,952    | 08    | 1:17,556 (27.)   |
| 05   | Takuma Satō          | BAR-Honda        | 66     | 3      | + 42,327    | 03    | 1:17,678 (47.)   |
| 06   | Ralf Schumacher      | Williams-BMW     | 66     | 3      | + 1:13,804  | 06    | 1:18,548 (27.)   |
| 07   | Giancarlo Fisichella | Sauber-Petronas  | 66     | 2      | + 1:17,108  | 12    | 1:19,062 (37.)   |
| 08   | Jenson Button        | BAR-Honda        | 65     | 3      | + 1 Runde   | 14    | 1:17,495 (46.)   |
| 09   | Felipe Massa         | Sauber-Petronas  | 65     | 2      | + 1 Runde   | 17    | 1:18,819 (43.)   |
| 10   | David Coulthard      | McLaren-Mercedes | 65     | 3      | + 1 Runde   | 10    | 1:19,175 (38.)   |
| 11   | Kimi Räikkönen       | McLaren-Mercedes | 65     | 3      | + 1 Runde   | 13    | 1:18,842 (48.)   |
| 12   | Mark Webber          | Jaguar-Cosworth  | 65     | 3      | + 1 Runde   | 09    | 1:18,617 (11.)   |
| 13   | Cristiano da Matta   | Toyota           | 65     | 3      | + 1 Runde   | 11    | 1:19,112 (29.)   |
| –    | Giorgio Pantano      | Jordan-Ford      | 51     | 3      | DNF         | 19    | 1:19,896 (27.)   |
| –    | Juan Pablo Montoya   | Williams-BMW     | 46     | 3      | DNF         | 02    | 1:18,262 (28.)   |
| –    | Christian Klien      | Jaguar-Cosworth  | 43     | 2      | DNF         | 16    | 1:19,142 (18.)   |
| –    | Olivier Panis        | Toyota           | 33     | 3      | DNF         | 07    | 1:19,199 (10.)   |
| –    | Nick Heidfeld        | Jordan-Ford      | 33     | 2      | DNF         | 15    | 1:18,971 (25.)   |
| –    | Gianmaria Bruni      | Minardi-Cosworth | 31     | 2      | DNF         | 18    | 1:22,323 (03.)   |
| –    | Zsolt Baumgartner    | Minardi-Cosworth | 17     | 1      | DNF         | 20    | 1:23,390 (08.)   |

## WM-Stände nach dem Rennen
Die ersten acht jedes Rennens bekamen 10, 8, 6, 5, 4, 3, 2 bzw. 1 Punkt(e).

### Fahrerwertung
| Pos. | Fahrer               | Konstrukteur     | Punkte |
| ---- | -------------------- | ---------------- | ------ |
| 01   | Michael Schumacher   | Ferrari          | 50     |
| 02   | Rubens Barrichello   | Ferrari          | 32     |
| 03   | Jenson Button        | BAR-Honda        | 24     |
| 04   | Fernando Alonso      | Renault          | 21     |
| 05   | Jarno Trulli         | Renault          | 21     |
| 06   | Juan Pablo Montoya   | Williams-BMW     | 18     |
| 07   | Ralf Schumacher      | Williams-BMW     | 12     |
| 08   | Takuma Satō          | BAR-Honda        | 8      |
| 09   | David Coulthard      | McLaren-Mercedes | 4      |
| 10   | Giancarlo Fisichella | Sauber-Petronas  | 2      |

| Pos. | Fahrer             | Konstrukteur     | Punkte |
| ---- | ------------------ | ---------------- | ------ |
| 11   | Felipe Massa       | Sauber-Petronas  | 1      |
| 12   | Kimi Räikkönen     | McLaren-Mercedes | 1      |
| 13   | Mark Webber        | Jaguar-Cosworth  | 1      |
| 14   | Cristiano da Matta | Toyota           | 0      |
| 15   | Olivier Panis      | Toyota           | 0      |
| 16   | Christian Klien    | Jaguar-Cosworth  | 0      |
| 17   | Giorgio Pantano    | Jordan-Ford      | 0      |
| 18   | Gianmaria Bruni    | Minardi-Cosworth | 0      |
| 19   | Nick Heidfeld      | Jordan-Ford      | 0      |
| 20   | Zsolt Baumgartner  | Minardi-Cosworth | 0      |

### Konstrukteurswertung
| Pos. | Konstrukteur     | Punkte |
| ---- | ---------------- | ------ |
| 01   | Ferrari          | 82     |
| 02   | Renault          | 42     |
| 03   | BAR-Honda        | 32     |
| 04   | Williams-BMW     | 30     |
| 05   | McLaren-Mercedes | 5      |

| Pos. | Konstrukteur     | Punkte |
| ---- | ---------------- | ------ |
| 06   | Sauber-Petronas  | 3      |
| 07   | Jaguar-Cosworth  | 1      |
| 08   | Toyota           | 0      |
| 09   | Jordan-Ford      | 0      |
| 10   | Minardi-Cosworth | 0      |